# Valdoraptor
Genre
Espèce
Valdoraptor (signifiant « pillard de Wealden ») est un genre de dinosaures théropodes du Crétacé inférieur retrouvé en Angleterre. L'holotype, BMNH R2559 (classé incorrectement par Owen sous BMNH R2556), a été retrouvé près de Cuckfield, dans des strates de la formation géologique de Tunbridge Wells (en) datées de la fin du Valanginien.
Ce spécimen est le premier Ornithomimosaure connu en Angleterre et est l'un des plus « vieux » membres de ce clade au monde mais considéré comme nomen dubium par R. Allain et al. (2014),.

## Histoire
En 1858, Richard Owen classe des fossiles constitués de trois métatarses et d'os de pied, faisant partie de la collection du British Museum of Natural History, au genre Hylaeosaurus.
À partir de 1881, John Whitaker Hulke identifie les échantillons comme appartenant à un théropode carnivore. En 1888, Richard Lydekker associe les restes à l'espèce Megalosaurus dunkeri, mais l'année suivante, il crée un genre distinct, Megalosaurus oweni. Le nom spécifique est donné en l'honneur d'Owen. Lydekker y associe plusieurs autres spécimens : BMNH 2574, 2661, 2680. Il ajoute également les spécimens BMNH R604d et BMNH R1525, retrouvés dans la formation de Wadhurst Clay (en), près de Hastings.
En 1923, Friedrich von Huene associe l'espèce à Altispinax, créant Altipsinax oweni.
En 1991, George Olshevsky (d) crée le nouveau genre Valdoraptor, renommant l'espèce-type Megalosaurus oweni en Valdoraptor oweni. le nom générique est tiré du latin Valdus (« Welden »), faisant référence au groupe de Wealden, et de raptor (« pilleur »).
Les espèces sont parfois considérées nomen dubium, pouvant être associées aux genres Neovenator ou Eotyrannus.
En 2007, Darren Naish (en) confirme que le taxon se distingue de Neovenator et Eotyrannus.
George Olshevsky classe Valdoraptor dans la famille des Allosauridae, mais Naish affirme qu'il n'est pas possible d'être aussi précis que la classification générale chez les Tetanurae.